# صدر ذات الكرسي
صدر ذات الكرسي أو ألفا ذات الكرسي  Cassiopeia A اسمه التقليدي Shedir مشتق من الاسم العربي و هو نجم في كوكبة ذات الكرسي ؛ له قدر ظاهري يبلغ 2.25 وهو عملاق برتقالي ينتمي إلى الفئة الطيفية K0 IIIa وهذا النوع هو أبرد لكن أكثر لمعانا من الشمس ليصل ضياءه الكلي لحوالي 855 ضعف من ضياء الشمس. ويبعد عن الشمس حوالي 230 سنة ضوئية .
صدر ذات الكرسي  هو عملاق أحمر من النوع الطيفي K0  ، ووفقًا لنماذج التطور النجمي ، كتلته 4 كتلة شمسية  ، ودرجة حرارته المرئية  4530 كلفن ، ونصف قطره يبلغ 46 ضعف نصف قطر الشمس  ، ويبلغ سطوعه أكبر من  800 سطوع الشمس . [7] يتوافق القطر الزاوي المقاس بالتداخل للنجم  5.6   ملي ثانية قوسية  مع نصف قطر خطي مماثل نحو 42 ضعف بالنسبة لنصف قطر الشمس .   لفترة طويلة ، كان يشتبه في تقلب ضعيف . ومع ذلك ، فإن القياسات الضوئية الدقيقة على مدى  ثلاث سنوات (2003-2006) لم تكشف عن أي تباين في درجة لمعانه . في الكتالوج العام للنجوم المتغيرة ، تم إدراج صدر ذات الكرسي الآن كنجم غير متغير ، كان يُشتبه سابقًا أنه متغير ولكن لم يتم تأكيد تباينه. 
يبلغ قدره المطلق  (شدة لمعانه)  أكبر 18 مرة من لمعان  الذي   β Cas  الذي ينتمي أيضا للكوكبة ذات الكرسي (أنظر الخريطة). 

## التسمية
"" α Cassiopeiae ""( باللاتينية " Alpha Cassiopeiae ") هي تسمية باير.
كان يحمل الاسم التقليدي "Shedir" ، الذي ظهر لأول مرة في طاولات ألفونسيين في القرن الثالث عشر. وهي مشتقة من كلمة  "صدر" ، وهي كلمة مشتقة من موقعها النسبي في قلب الملكة الأسطورية   كاسيوبيا .  " يوهانس هيفليوس" استخدم اسم "شيدر" في كتاباته ، على الرغم من وجود تهجئات تقليدية إضافية للغة العربية في "التحويل الصوتي" مثل "شيدر" ، "شادر" ، "شيدر" ، "سدر" و "شديس" و "شدير". في عام 2016 ، نظم الاتحاد الفلكي الدولي ورشة عمل   IAU Working Group on Star Names  (WGSN)  لفهرسة وتوحيد أسماء العلم للنجوم. وافقت المجموعة  WGSN على اسم "Schedar" لهذا النجم في 21 أغسطس 2016 وهو الآن مدرج في قائمة أسماء النجوم المعتمدة من IAU. 
من قبل الصوفي وأولغ بك سميا النجمة "ذات الكرسي" (العربية ذات الكرسي ، بمعنى "السيدة في الكرسي") ، والتي تغيرت إلى جيوفاني باتيستا ريتشيولي  Dath Elkarti . 
في الصينية ، يشير 王良 (Wáng Liáng) إلى الصينية  asterism ' وانغ ليانغ '، عربة شهيرة خلال فترة الربيع والخريف. يتكون النمط النجمي من Alpha و  Beta و Kappa و Eta وLambda Cassiopeiae.  وبالتالي ، فإن  الاسم الصيني لـ Alpha Cassiopeiae نفسها هي 王良 四 (Wáng Liáng sì ، (بالإنجليزية: النجم الرابع لـ Wang Liang)). 